# Clara Sheller – Verliebt in Paris
Clara Sheller – Verliebt in Paris ist der Titel einer in Frankreich produzierten Fernsehserie. 2006 produzierte ProSieben die deutsche Serie Verrückt nach Clara, die im Gegensatz zum französischen Original jedoch ein Flop wurde.
Mélanie Doutey (in der Serie Clara Sheller) war für den Félix, den französischen Oscar, nominiert.

## Handlung
Clara ist dreißig und lebt mit ihrem schwulen besten Freund JP in einem Pariser Appartement. Während sie auf der Suche nach dem Mann ihres Lebens ist, muss sie sich mit ihrer Familie und JPs diversen Affären herumschlagen. Nach einem missglückten Date landen Clara und JP zusammen im Bett – mit unerwarteten Folgen.

## Besetzung
| Rolle         | Darsteller          | Darsteller           |
|               | Staffel 1           | Staffel 2            |
| ------------- | ------------------- | -------------------- |
| Clara Sheller | Mélanie Doutey      | Zoé Félix            |
| JP            | Frédéric Diefenthal | Patrick Mille        |
| Gilles        | Thierry Neuvic      | François Vincentelli |
| Jeanne        | Valérie Donzelli    | Judith El Zein       |
| Danièle       | Francine Bergé      | Anny Duperey         |

## Episodenliste

### 1. Staffel (2005)
1. Auf der Suche nach dem Traumprinzen (orig. À la recherche du prince charmant)
2. Weibliche Intuition (orig. Intuition féminine)
3. Geheimnisse (orig. État secret)
4. 14. Juli (orig. 14 juillet)
5. Vergiss Paris (orig. Oublier Paris)
6. Ein Geschenk des Lebens (orig. Un cadeau de la vie)

### 2. Staffel (2008)
1. Ein Vogel Strauß im Cabrio (orig. Une autruche en décapotable)
2. Eine Frau verdeckt die nächste (orig. Une femme peut en cacher une autre)
3. Chrysanthemen für Bernard (orig. Des chrysanthèmes pour Bernard)
4. Das Geheimnis des Haarbandes (orig. Le mystère du catogan)
5. Das Tor des wackeligen Turmes (orig. La porte de la tour bancale)